# كأس سلوفينيا 2016–17
كأس سلوفينيا 2016–17 هو موسم من كأس سلوفينيا. كان عدد الأندية المشاركة فيه 28، وفاز فيه نادي دومجاله.